# Dowództwo Centralne (Izrael)
Dowództwo Centralne (hebr. פיקוד המרכז, Pikud ha-Merkaz; w skrócie פקמ"ז, Pakmaz) – sztab dowodzący jednostkami Sił Obronnych Izraela w centralnej części państwa Izrael. Siedziba dowództwa znajduje się w bazie wojskowej Fort Nehemisz położonej w zachodniej części osiedla Newe Ja’akow w Jerozolimie. Jego obszarem strategicznego dowodzenia jest Zachodni Brzeg (Judea i Samaria), oraz rejon miasta Jerozolima, równina Szaron, obszar metropolitalny Gusz Dan i Szefela.

## Historia

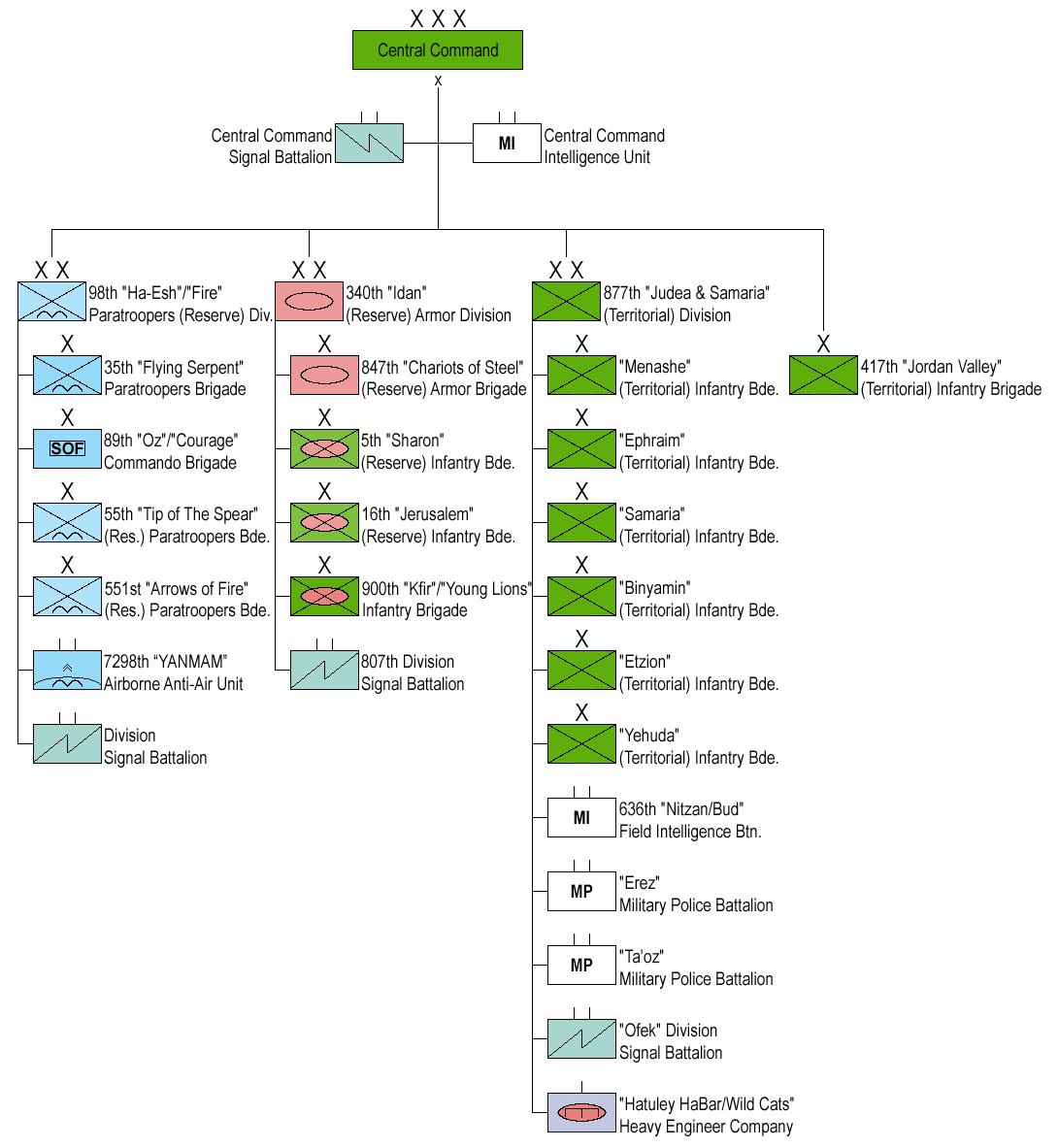
Struktura Dowództwa Centralnego.

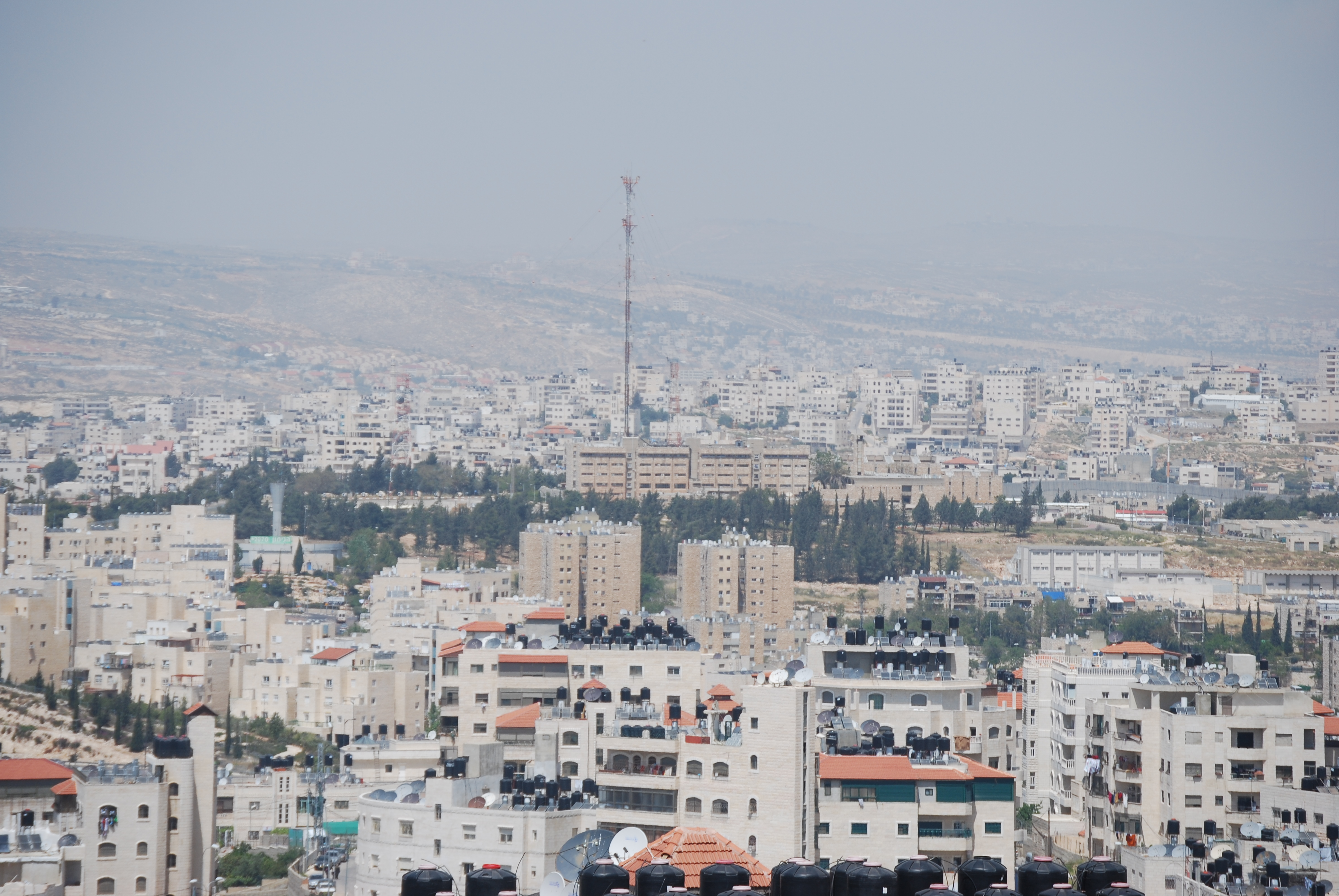
Siedziba Dowództwa Centralnego we Wschodniej Jerozolimie.

Dowództwo Centralne od 1948 miało za zadanie prowadzenie działań wojennych przeciwko Transjordanii, w szczególności na strategicznej drodze prowadzącej do Jerozolimy, oraz obronie tzw. „Małego Trójkąta” położonego we wschodniej części równiny Szaron (miasta Lod i Ramla).
Podczas wojny sześciodniowej w 1967 dowództwo poprowadziło wojska przeciwko Jordanii, doprowadzając do zajęcia Wschodniej Jerozolimy, Judei i Samarii. Od tamtej pory Dowództwo Centralne odpowiada za bezpieczeństwo tego całego obszaru, włącznie z Doliną Jordanu i granicą z Jordanią. Podczas wojny libańskiej w 1982 Brygada Nachal działała głęboko w terytorium Libanu.
Gdy w 1987 wybuchła intifada w znacznym stopniu wzmocniono siły operujące w Judei i Samarii (Autonomia Palestyńska). Dowództwo Centralne koordynowało działania z zakresu przeciwdziałania terroryzmowi, jak również bardziej konwencjonalne działania wymierzone przeciwko palestyńskim organizacjom terrorystycznym. Bardzo często przypadkowymi ofiarami tych działań padała ludność cywilna. Pod koniec 2010 siły rozmieszczone na Zachodnim Brzegu osiągnęły swój najniższy poziom.

## Zadania
Dowództwo Centralne odpowiada za bezpieczeństwo jednej trzeciej powierzchni kraju, w tym w sposób szczególny za terytorium Autonomii Palestyńskiej, gdzie chronione musi być życie mieszkańców osiedli żydowskich i Palestyńczyków. Najważniejszym działaniem jest tutaj przeciwdziałanie terroryzmowi.
Dowództwo chroni wschodnią granicę państwa z Jordanią, zapewniając bezpieczeństwo mieszkańców miast i osiedli, utrzymując porządek na drogach i zachowując maksymalną sprawność bojową pozostając w gotowości na każdy scenariusz konfliktu zbrojnego.

## Struktura
Dowództwu Centralnemu podlegają:
| Nazwa                           | Symbol | |
| ------------------------------- | ------ | --- |
| Dywizja terytorialna            |        | |
| Dywizja Judei i Samarii         |        | Skład: - Brygada Menasze - Brygada Efraim - Brygada Szomron - Brygada Binjamin - Brygada Ecijon - Brygada Jehuda |
| Dywizje rezerwowe               |        | |
| 98 Dywizja Spadochronowa Ha-Esz |        | Skład: - Brygada Oz - 35 Brygada Spadochronowa - 55 Brygada Spadochronowa - 551 Brygada Spadochronowa            |
| 340 Dywizja Pancerna            |        | Skład: - Brygada Kfir - 5 Brygada Piechoty - 16 Brygada Piechoty - 847 Brygada Pancerna                          |
| Brygada rezerwowa               |        | |
| 417 Brygada Ha-Bika             |        | Skład: - 41 Batalion Arjot ha-Jardan - 47 Batalion Lawi’ej ha-Bika                                               |

### Bazy wojskowe
Dowództwu podlegają następujące bazy wojskowe:
| Bazy operacyjne: - Baza wojskowa Salem – 50 Batalion Brygady Nachal | Bazy terytorialne: | Bazy wsparcia i rezerwy: | Bazy szkoleniowe: |

## Szefowie Dowództwa Centralnego
- Cwi Ajalon (1948–1952)
- Josef Awidar (1952–1953)
- Cwi Ajalon (1954–1956)
- Cewi Cur (1956–1958)
- Me’ir Amit (1958–1959)
- Josef Gewa (1960–1966)
- Uzi Narkiss (1966–1968)
- Rechawam Ze’ewi (1968–1972)
- Jona Efrat (1973–1977)
- Mosze Lewi (1977–1981)
- Uri Or (1981–1983)
- Amnon Lipkin-Szachak (1983–1986)
- Ehud Barak (1986–1987)
- Amram Micna (1987–1989)
- Jicchak Mordechaj (1989–1991)
- Dani Jatom (1991–1993)
- Nehemiasz Tamari (1993–1994) – KIA
- Dani Jatom (1994)
- Ilan Birn (1994–1995)
- Uzzi Dajan (1996–1998)
- Mosze Ja’alon (1998–2000)
- Jicchak Eitan (2000–2002)
- Mosze Kaplinski (2002–2004)
- Ja’ir Nawe (2004–2007)
- Gadi Szamni (2007–2009)
- Awi Mizrachi (2009–2012)
- Nican Alon (2012-2015)
- Roni Numa (2015-2018)
- Nadaw Padan (2018-2020)
- Tamir Jadaj (od 2020)